# Miklósi
Miklósi – wieś na Węgrzech w powiecie Tab w komitacie Somogy. 1 stycznia 2009 r. zamieszkiwały ją 234 osoby, a rok później 231 osób.
Pierwsze wzmianki o wsi pochodzą z roku 1330.